# Notre-Dame de Recouvrance

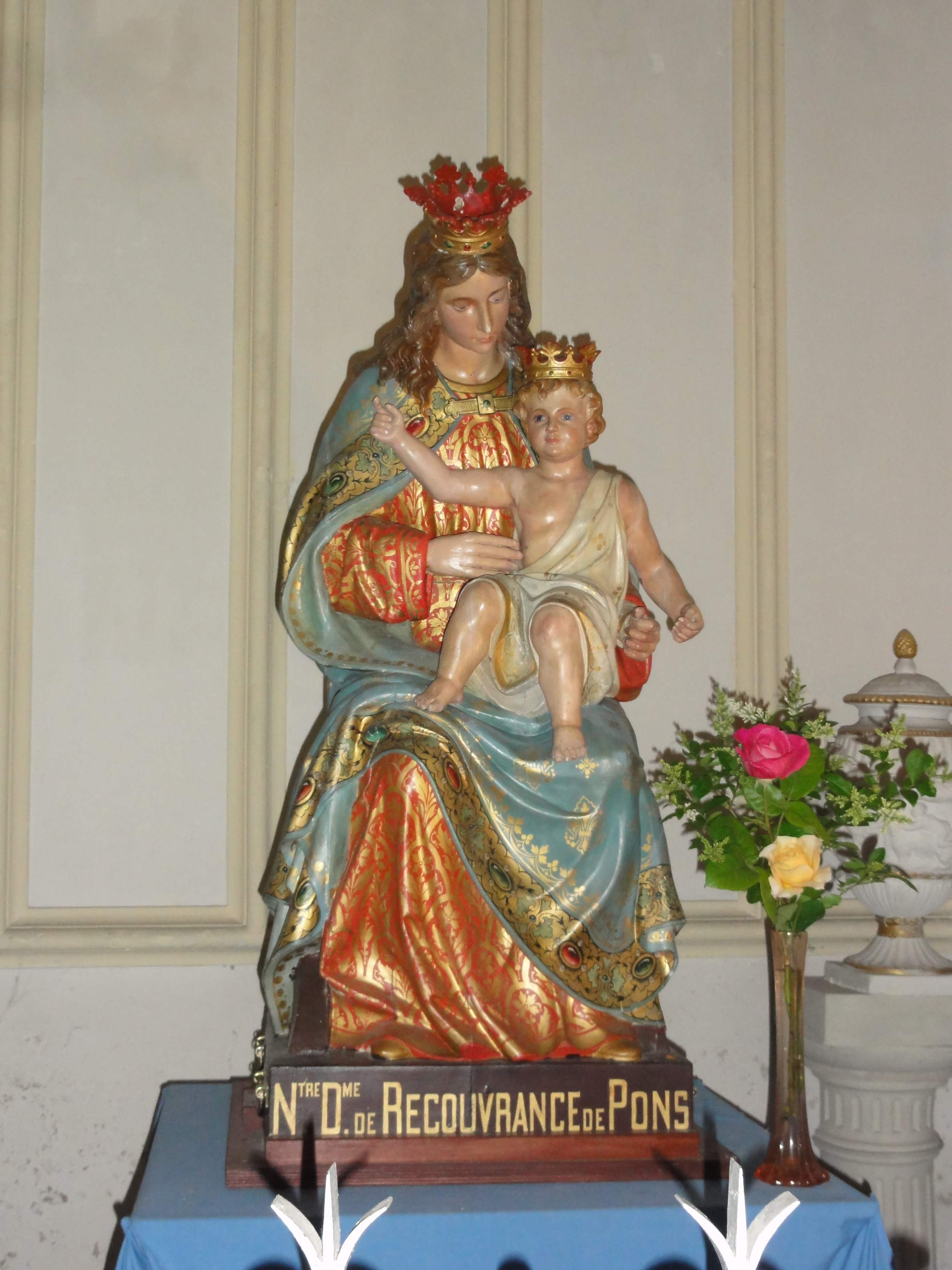
Statue Notre-Dame de Recouvrance, dans l'église Saint-Vivien de Pons.

Pour les articles homonymes, voir Notre-Dame, Recouvrance et Église Notre-Dame-de-Recouvrance.
Notre-Dame-de-Recouvrance est l'un des vocables avec lesquels est invoquée la Vierge Marie. En faveur de la Sainte Vierge, on écrit normalement sans trait d'union. 

## Origine de la désignation
À Brest, la chapelle, désormais remplacée par Église Saint-Sauveur de Brest mais ayant donné son nom au quartier, fut nommée ainsi car l'on y déposait de nombreux ex-votos pour prier en faveur du bon retour (de la recouvrance) des bateaux partant en mer.

## Patronage
Le diocèse de La Rochelle et Saintes en France est placée sous son patronage secondaire.
La ville d'Alicante, en Espagne, est placée sous son patronage.

## Dédicaces
Le vocable servit ensuite à la dédicace de nombreuses églises. 
En  France
- Basilique Notre-Dame-de-la-Recouvrance des Tourailles, à Athis-Val de Rouvre
- Église Notre-Dame-de-Recouvrance, à Angers
- Église Notre-Dame-de-Recouvrance, à Orléans
- Église Notre-Dame-de-Recouvrance, à Saintes
- Église de Saint-Martin, anciennement Notre-Dame-de-Recouvrance, à Curzay-sur-Vonne
- Église Notre-Dame-de-Recouvrance, à Floirac
- Église Notre-Dame-de-Bonne-Nouvelle, dite Notre-Dame-de-Recouvrance, à Paris
- Chapelle Notre-Dame-de-Recouvrance, à Ploemel
- Chapelle Notre-Dame de Recouvrance, devenue l'église Saint-Sauveur, à Brest
- Chapelle Notre-Dame-de-Recouvrance, à Savigny-en-Sancerre
- Chapelle Notre-Dame-de-Recouvrance, à Chiché
- Chapelle Notre-Dame-de-Recouvrance, à Casson
- Chapelle Notre-Dame-de-Recouvrance, à Banogne-Recouvrance
- Chapelle Notre-Dame-de-Recouvrance, à Surzur
- Chapelle Notre-Dame-de-Recouvrance, à Dangu
- Chapelle Notre-Dame-de-Recouvrance, à Craménil
- Chapelle de la Chevalette, dite Notre-Dame-de-Recouvrance, à Fondettes
- Chapelle Notre-Dame-de-Recouvrance, à Gétigné
- Chapelle Notre-Dame-de-Recouvrance, à Taillebourg

Au  Canada
- Église Notre-Dame de Recouvrance, à Québec (sur l'emplacement de l'actuelle église Notre-Dame-des-Victoires, dévotion reprise par la Basilique-cathédrale Notre-Dame de Québec)
- Église Notre-Dame de Recouvrance, à Vanier
- Église Notre-Dame-de-Recouvrance, aux Rivières